# Rotes Moor (Niedersachsen)
Das Rote Moor ist ein Naturschutzgebiet in der niedersächsischen Stadt Visselhövede im Landkreis Rotenburg (Wümme).

## Allgemeines
Das Naturschutzgebiet mit dem Kennzeichen NSG LÜ 319 ist rund 71 Hektar groß. Das 63,78 Hektar große FFH-Gebiet „Moor am Schweinekobenbach“ ist Bestandteil des Naturschutzgebietes. Das Gebiet steht seit dem 1. Dezember 2017 unter Schutz. Zuständige untere Naturschutzbehörde ist der Landkreis Rotenburg (Wümme).

## Beschreibung

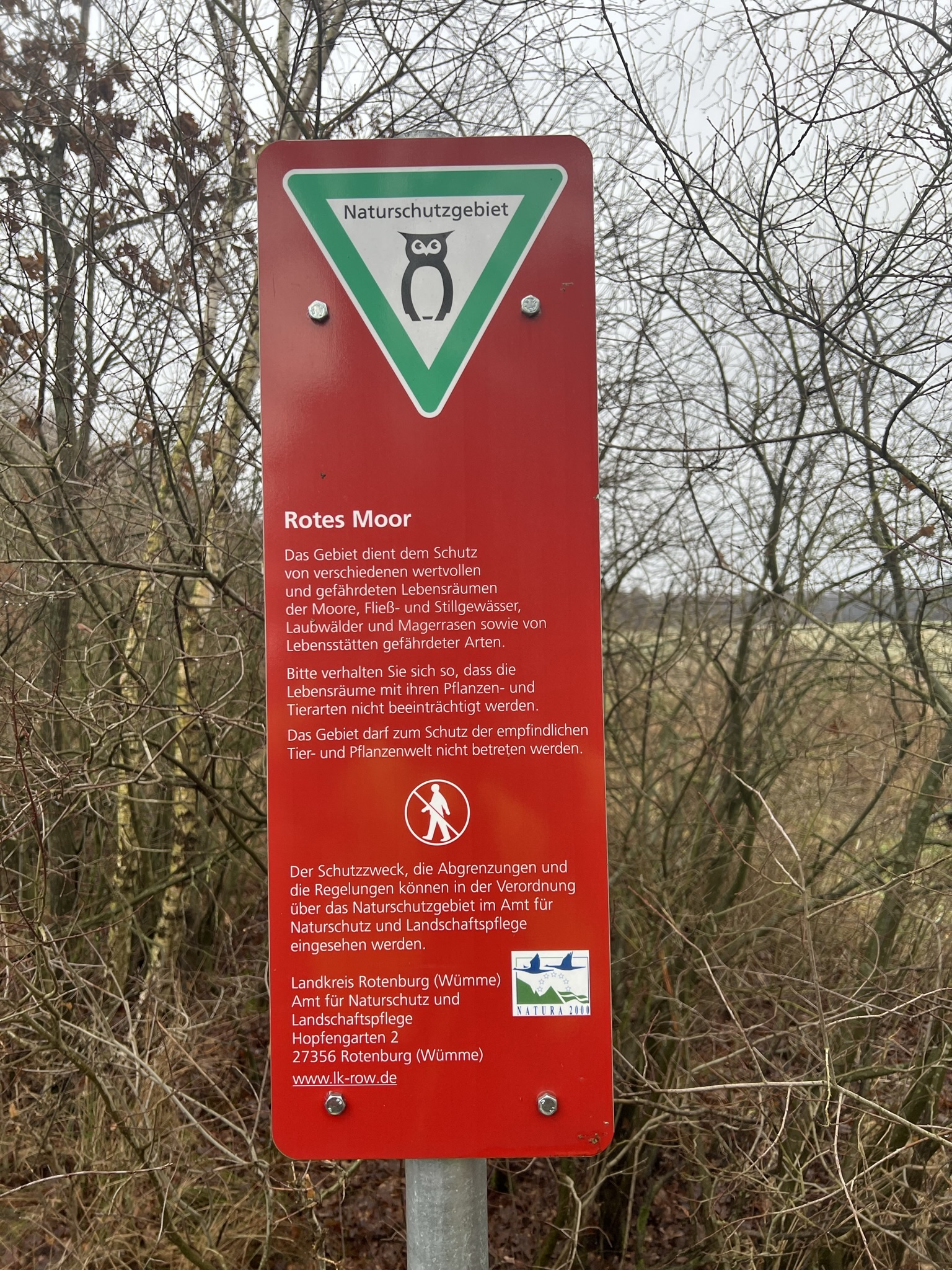
Hinweisschild am Rand des Roten Moores

Das aus zwei Teilflächen bestehende Naturschutzgebiet liegt südöstlich von Rotenburg (Wümme) und nordwestlich von Visselhövede. Es stellt einen überwiegend feuchten und vermoorten Bereich in der Niederung des Schweinekobenbachs unter Schutz, der im Norden am Rand des Naturschutzgebietes in die Rodau mündet. Das Gebiet wird im Osten von feuchten Eichenmischwäldern, die teilweise als Eichen-Hainbuchenwälder ausgeprägt sind, und artenreichen Erlen-Eschen-Auwaldresten geprägt, die von dem in diesem Abschnitt naturnah mäandrierenden Schweinekobenbach durchflossen werden. Die Waldgesellschaften im Süden und Westen des Naturschutzgebietes werden teilweise von Bruch- und Moorwäldern, die im westlichen Gebietsteil auf entwässertem Hochmoor stocken, geprägt. In den in erster Linie aus Birken (Moor- und Sandbirke) und Kiefern gebildeten Moorwäldern siedelt u. a. der Gagelstrauch. Im östlich liegenden Teilbereichs des Naturschutzgebietes befinden sich zwei Grünlandflächen, die als Borstgrasrasen und teilweise Kleinseggensümpfen ausgeprägt sind. Hier siedeln u. a. Borstgras, Rasenbinse, Walzen-, Hirse-, Blasen- und Grünliche Gelbsegge sowie Waldläusekraut, Weißes Schnabelried, Braunes Schnabelried und Gewöhnlicher Teufelsabbiss. Stellenweise sind Moorheiden mit Glockenheide zu finden.
Im Schutzgebiet befinden sich mehrere, teilweise verlandete Schlatts und Weiher, die von Schilfröhricht, Seggenrieden und Wollgras-Torfmoos-Schwingrasen umgeben sind. Weitere Kleingewässer im Naturschutzgebiet sind aus früheren Handtorfstichen entstanden, die sich naturnah entwickelt haben und mit Schwingrasen umgeben sind.
Das Naturschutzgebiet ist Lebensraum des Schwarzstorchs. Der Schweinekobenbach ist Lebensraum u. a. von Aal und Elritze.
Das Naturschutzgebiet grenzt an bewaldete Flächen und landwirtschaftliche Nutzflächen.